# Amfisbaena
Amphisbaena (st.gr. ἀμφίσβαινα) – fantastyczne zwierzę z mitologii greckiej, pojawiające się także w kulturze średniowiecza.

## Grecja
Według mitologii greckiej był to libijski mrówkożerny wąż lub jaszczurka bez kończyn, o dwóch głowach, po jednej na każdym końcu ciała, i oczach jarzących się jak świece. Jej nazwa w języku greckim oznacza poruszający się w obie strony (amfis – dwie strony, bainein – poruszać się) – w przód i w tył. Była też znana jako matka mrówek, choć odżywiała się mrówkami. Amfisbaena rozcięta czy rozerwana na pół miała się połączyć ponownie w jedną całość – w tym sensie zwierzę miało być nieśmiertelne.
Zgodnie z mitologią grecką zwierzę zrodziło się z krwi, która kapała z głowy Meduzy (jednej z trzech Gorgon), kiedy to Perseusz, jej zabójca, przeleciał nad Pustynią Libijską trzymając ową głowę w ręku.
Wojsko Katona miało w swym marszu spotykać amfisbaenę wraz z innymi wężami – żywiła się jakoby pozostawionymi zwłokami.

## Italia
Amfisbaena była symbolem etruskiego boga Aity. Jako istotę mitologiczną i legendarną opisywał ją rzymski poeta Lukan. Sławny rzymski encyklopedysta Pliniusz Starszy opisał w swej Naturalis Historia właściwości lecznicze stwora. Noszenie żywej amfisbaeny jako amuletu miało chronić kobiety przed poronieniem i gwarantować niezagrożoną ciążę, zaś noszenie martwej miało zabezpieczać przed reumatyzmem czy przeziębieniem. Objawy choroby miała łagodzić nawet jej skóra. Źródłem informacji Pliniusza były pisma Nikandra, greckiego poety, lekarza i gramatyka z II w. p.n.e.
Amfisbaena miała nie tylko właściwości lecznicze. Jeżeli drwale przymocowali ją do ściętego drzewa, stawali się niewrażliwi na chłód, mogli też pracować z mniejszym wysiłkiem. Pliniusz wspomniał o jakichś dodatkowych właściwościach amphisbaeny. Zwierzę jest odporne na chłód i – w konsekwencji – ukazuje się wiosną nawet wcześniej, niż daje się słyszeć kukułkę (XXX, 85).
Rzymski uczony Aelianus, urodzony w 175 r. n.e. (a więc około sto lat po śmierci Pliniusza), przedstawia amfisbaenę w następujących słowach:
Poeci i kompilatorzy starożytnych legend [...] mogli śpiewać o zabiciu Hydry Lernejskiej, jednej z prac Heraklesa; Homer może śpiewać o Chimerze z trzema głowami, potworze z Licji, trzymanym przez Amisodarus, króla Licjan, dla zniszczenia wielu, różnorodnej natury i absolutnie niezwyciężonym.
Obecnie wydają się one przeniesione do kategorii mitów. Amfisbaena jest jednak wężem z dwiema głowami, jedną z przodu i jedną w części ogonowej. Gdy posuwa się naprzód, jak wymaga tego potrzeba ruchu, pozostawia za sobą jeden koniec służący jako ogon, podczas gdy drugi używa jako głowę. Jeśli z kolei chce się cofać, używa obu głów w dokładnie odwrotny sposób, niż to robiła poprzednio (Aelianus IX,23).

## Średniowiecze
Zarówno Pliniusz, jak i Aelianus byli przekonani o istnieniu amfisbaeny. Wielu autorów kopiowało bezkrytycznie ich informacje przez setki lat. Stąd napotykamy dwugłowego węża mniej lub bardziej regularnie w ciągu kolejnych wieków: pojawia się np. w pismach św. Izydora z Sewilli (560–636), w dwunastowiecznym rękopiśmiennym bestiariuszu łacińskim (obecnie w bibliotece Uniwersytetu Oksfordzkiego; angielskie tłumaczenie pt. Book of Beasts wydał w Londynie w 1954 r. Terence Hanbury White), w trzynastowiecznej encyklopedii przyrodniczej Der naturen bloeme (1270) flamanda Jacoba van Maerlanta i w siedemnastowiecznej The Historie of Serpents or The Second Booke of Living Creatures (1608) Edwarda Topsella. Maerlant nie tylko pisze o dziwnym ruchu „ansibeny”. Wspomniał też, iż obie głowy mogą zarówno połknąć ofiarę, jak i walczyć.
W innym opisie stwór posiada dwa łby umieszczone na dwóch wężopodobnych szyjach, położonych po przeciwnych stronach korpusu ptaka, dwa silne skrzydła i parę ptasich łap. Dzięki swej niecodziennej budowie to jadowite zwierzę może czuwać bez przerwy, bowiem kiedy jeden łeb śpi, drugi czuwa, a gdy drugi wypoczywa, pierwszy pilnuje spokoju towarzysza.
O amfisbaenie pisali poeci, np. John Milton, Alexander Pope i lord Alfred Tennyson, przedstawiali ją też malarze i rzeźbiarze.
Istnienie zwierzęcia obalił Thomas Browne w swoim dziele Pseudodoxia Epidermica; or, Enquiries into Very Many Received Tenets and Commonly Presumed Truths (1646), znanym też jako Vulgar Errors, w którym rozprawił się z bestiariuszami jako źródłem informacji naukowej.